# Ножорід (комуна)
Ножорід (рум. Nojorid) — комуна у повіті Біхор в Румунії. До складу комуни входять такі села (дані про населення за 2002 рік):
- Апатеу (260 осіб)
- Кіширід (175 осіб)
- Леш (607 осіб)
- Лівада-де-Біхор (1200 осіб)
- Ножорід (1696 осіб) — адміністративний центр комуни
- Пеуша (288 осіб)
- Шауаєу (368 осіб)

Комуна розташована на відстані 433 км на північний захід від Бухареста, 8 км на південь від Ораді, 132 км на захід від Клуж-Напоки, 146 км на північ від Тімішоари.

## Населення
За даними перепису населення 2002 року у комуні проживали 4594 особи.
Національний склад населення комуни:
| Національність | Кількість осіб | Відсоток |
| -------------- | -------------- | -------- |
| румуни         | 4154           | 90,4%    |
| угорці         | 313            | 6,8%     |
| цигани         | 115            | 2,5%     |
| словаки        | 9              | 0,2%     |
| німці          | 1              | < 0,1%   |
| серби          | 1              | < 0,1%   |

Рідною мовою назвали:
| Мова       | Кількість осіб | Відсоток |
| ---------- | -------------- | -------- |
| румунська  | 4175           | 90,9%    |
| угорська   | 306            | 6,7%     |
| циганська  | 103            | 2,2%     |
| словацька  | 5              | 0,1%     |
| українська | 2              | < 0,1%   |
| німецька   | 1              | < 0,1%   |
| сербська   | 1              | < 0,1%   |

Склад населення комуни за віросповіданням:
| Релігія                                       | Кількість осіб | Відсоток |
| --------------------------------------------- | -------------- | -------- |
| православні                                   | 3685           | 80,2%    |
| п'ятдесятники                                 | 310            | 6,7%     |
| греко-католики                                | 190            | 4,1%     |
| реформати                                     | 164            | 3,6%     |
| римо-католики                                 | 163            | 3,5%     |
| баптисти                                      | 66             | 1,4%     |
| адвентисти                                    | 9              | 0,2%     |
| лютерани (Синодально-пресвітеріанська церква) | 3              | 0,1%     |
| не релігійні                                  | 3              | 0,1%     |
| не вказали релігію                            | 1              | < 0,1%   |